# آغار سابورود

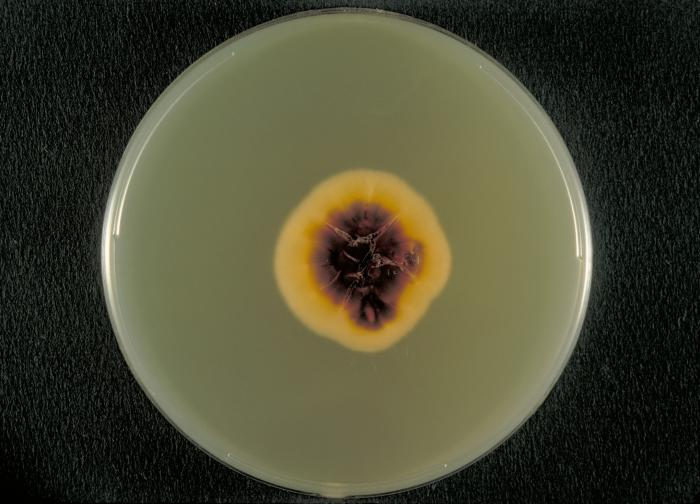
منظر سفلي لطبق يحتوي على أجار سابورود به مستعمرة من
Trichophyton rubrum var. rodhaini.

أجار سَبُورُو (بالإنجليزية : Sabouraud agar ) عبارة عن نوع من الأجار المحتوي على بيبتونات . وهو يستخدم لزراعة الفطريات الجلدية وغيرها من أنواع الفطريات .
وقد تم تصنيعه بواسطة رايموند سابورود (بالإنجليزية : Raymond Sabouraud ) في عام 1892 وسمّي باسمه .
وتم تعديله في وقت لاحق من قبل إيمونز (بالإنجليزية : Emmons )، حيث جعل مستوى درجة الحموضة pH أقرب إلى المدى المتعادل من أجل دعم نمو أنواع أخرى من المزارع الفطرية .

## التركيب النموذجي
يحتوي أجار سابورود عادة على:
- 40 جرام / لتر دكستروز
- 10 جرام / لتر بيبتون
- 20 جرام / لتر أجار
- درجة الحموضة pH تساوي (5.6)

## وصلات خارجية
- Definition from Online medical Dictionary[وصلة مكسورة]
- National Standard Method
- Images of Bacteria Grown on Sabouraud Agar
- Irradiated Sabouraud Agar